# Phêrô Nguyễn Văn Nho
Phêrô Nguyễn Văn Nho (1937 – 2003) là một giám mục của Giáo hội Công giáo Rôma tại Việt Nam. Ông từng đảm nhận vai trò Giám mục phó của Giáo phận Nha Trang từ năm 1997 đến năm 2003, Giám đốc Đại chủng viện Sao Biển Nha Trang trong hơn 20 năm, từ năm 1975 đến năm 1997.
Trong Hội đồng Giám mục Việt Nam, Nguyễn Văn Nho từng đảm trách vai trò Phó Tổng Thư ký Hội đồng phụ trách Giáo tỉnh Huế nhiệm kỳ 1998 – 2001 và Chủ tịch Ủy ban Giám mục về Thánh nhạc và Nghệ thuật Thánh trực thuộc Hội đồng Giám mục Việt Nam nhiệm kỳ 2001 – 2004.

## Thân thế và tu tập
Giám mục Nguyễn Văn Nho sinh ngày 25 tháng 1 năm 1937 tại Võ Cạnh, Võ Cang thuộc Giáo xứ Bình Cang, xã Vĩnh Trung, thành phố Nha Trang, tỉnh Khánh Hòa, thuộc Giáo phận Nha Trang. Nguyễn Văn Nho là người con thứ 8 trong một gia đình có 9 anh chị em gồm 4 nữ và 5 nam. Thân phụ là ông Gioan Baotixita Nguyễn Điền và thân mẫu là bà Maria Hồ Thị Cậy. Đây là một gia đình có truyền thống Công Giáo lâu đời tại Bình Cang và Chợ Mới.
Mới 11 tuổi (1948), cậu bé Nho được gia đình đưa vào học tại Tiểu Chủng viện Nha Trang và học tại đây cho đến năm 1954.
Từ năm 1955 đến năm 1957, ông làm giám thị tại Tiểu Chủng viện Làng Sông, Quy Nhơn. Trong ba năm tiếp theo, ông học tại trường Providence, Thiên Hựu – Huế. Năm 1960, ông học tại Giáo hoàng Học viện Piô X, Đà Lạt và tốt nghiệp bằng cử nhân thần học.

## Thời kỳ linh mục
Ngày 21 tháng 12 năm 1967, Phó tế Phêrô Nguyễn Văn Nho được Giám mục Giáo phận Nha Trang Phanxicô Xaviê Nguyễn Văn Thuận truyền chức linh mục..
Năm 1968, linh mục Nguyễn Văn Nho lấy thêm bằng cử nhân văn chương tại Đại học Đà Lạt. Ông là bạn học cùng lớp với chủng sinh Phêrô Nguyễn Văn Nhơn. Từ năm 1968 – 1971, ông làm hiệu trưởng kiêm giám luật và giám học tại Tiểu Chủng viện Sao Biển. Năm 1971, ông được cử đi du học tại Đại học Giáo hoàng Gregoriana và tốt nghiệp Tiến sĩ Thần học Tín Lý và Truyền giáo vào năm 1974 với luận án: "Đối Thoại Liên Tôn Giáo Trong Xã Hội Việt Nam Theo Công Đồng Vatican II". Tại Rôma, ông đã có quan hệ thân thiết với linh mục trẻ Giuse Võ Đức Minh, sau này trở thành người tiếp nối nhiệm vụ của ông. Linh mục Nho thường nói với linh mục Minh: cậu là chú em của mình.
Trong thời gian du hoc ở nước ngoài từ năm 1971 đến năm 1975, ông tham gia công tác mục vụ truyền giáo tại nhiều nước Châu Âu như: Ý, Đức, Pháp, Áo...và nhiều tiểu bang ở Hoa Kỳ như: New York, Oregon, California...
Khi biến cố năm 1975 xảy ra, ông vội vã trở về Việt Nam, trước ngày 30 tháng 4 chỉ vài ngày. Sau khi về Việt Nam, linh mục Nguyễn Văn Nho được cử làm Giám đốc và Giáo sư Đại Chủng viện Sao Biển, đây là nơi đào tạo linh mục cho Giáo phận Nha Trang. Trong giai đoạn khó khăn, linh mục Nguyễn Văn Nho luôn quan tâm chăm sóc và hỗ trợ nhu cầu về vật chất và tinh thần cho các chủng sinh. Ông được ghi nhận là một người có đóng góp lớn cho đại chủng viện này trong quá trình hình thành và phát triển.
Từ năm 1979, linh mục Nho được bổ nhiệm kiêm nhiệm thêm vai trò linh mục chánh xứ Giáo xứ Hà Dừa từ năm 1979, do Chủng viện bị ngừng hoạt động. Linh mục Nho còn kiêm nhiệm giữ chức Đào tạo Ơn gọi của Giáo phận Nha Trang. Chính trong thời gian này, ông đã dạy cho người dân ở đây cách làm rượu nho hình thành nên một làng nho ở Khánh Hòa.. Từ năm 1991, ông thôi giữ vai trò linh mục chánh xứ Hà Dừa, chỉ còn giữ vai trò Giám đốc Đại chủng viện Sao Biển. Chủng viện được tái lập nhằm đào tạo linh mục cho ba giáo phận Nha Trang, Ban Mê Thuột và Qui Nhơn, Giám đốc Chủng viện Nguyễn Văn Nho khởi công xây dựng cơ sở mới. Ông góp phần lớn vào việc đào tạo chủng sinh cũng như cơ sở vật chất của Chủng viện.

## Thời kỳ giám mục
Ngày 21 tháng 4 năm 1997, Tòa Thánh loan báo Giáo hoàng Gioan Phaolô II đã quyết định bổ nhiệm linh mục Phêrô Nguyễn Văn Nho làm Giám mục phó Giáo phận Nha Trang với quyền kế vị. Lễ tấn phong cho vị giám mục Tân cử được cử hành cách trọng thể sau đó vào ngày 18 tháng 6 cùng năm, với phần nghi thức truyền chức chính yếu được cử hành bởi vị chủ phong là Giám mục Phaolô Nguyễn Văn Hòa, giám mục chính tòa Nha Trang và hai vị phụ phong là Giám mục Phêrô Nguyễn Văn Nhơn, giám mục chính tòa Giáo phận Đà Lạt và Tôma Nguyễn Văn Trâm, giám mục phụ tá Giáo phận Xuân Lộc.
Năm 1998, Hội đồng Giám mục Việt nhóm họp Đại hội lần 7, các giám mục nhất trí bầu chọn giám mục Nguyễn Văn Nho làm Phó Tổng Thư ký Hội đồng, phụ trách giáo tỉnh Huế, kế vị giám mục Phêrô Trần Thanh Chung.
Trong thời gian làm Giám mục, ông đặc biệt ưu tiên cho việc đào tạo ứng sinh linh mục và gửi nhiều linh mục đi du học ở nước ngoài. Ông đàm trách vai trò Cố vấn Thường trực của Chủ tịch Hội đồng Giám mục Việt Nam Phaolô Nguyễn Văn Hòa. Ngoài vai trò phụ giúp cho Giám mục chính tòa Phaolô Nguyễn Văn Hòa, giám mục Nguyễn Văn Nho chú trọng đến công tác xã hội. Dù với chức vụ giám mục gặp nhiều hạn chế về công việc, giám mục Nho âm thầm đến thăm và hỗ trợ cho các người dân tộc Jaglai vùng Liên Sơn, Ninh Sơn, Sông Pha tỉnh Ninh Thuận, các Vùng Khánh Sơn, Khánh Vĩnh tỉnh Khánh Hoà. Ngoài giúp đỡ người nghèo, các linh mục đảm nhiệm công tác mục vụ tãi các vùng khó khăn được giám mục Nho âm thầm hỗ trợ để lo cho người nghèo. Các chuyến thăm viếng và dâng lễ tại các vùng khó khăn, giám mục Nho thường vận động các mạnh thường quân đi thực tế cùng mình để nhằm mục đích kêu gọi hỗ trợ về sau. Vật phẩm hỗ trợ lên đến nhiều tấn gạo, thuốc men, quần áo, phẩm vật được vận chuyển đến tận nơi hoặc nhờ các linh mục phân phát. Chí tính riêng lễ Phục Sinh năm 2003, cùng với văn phòng Mục vụ và Bác ái Xã hội, ông hỗ trợ một số tiền lớn cho các người nghèo và người dân tộc, kể cả hàng nhiều tấn phẩm vật và quần áo mới và cũ từ các giáo dân.
Ngoài các công việc hỗ trợ người khó khăn, giám mục Nguyễn Văn Nho còn quan tâm nhiều đến việc phát triển đời sống văn hóa xã hội, như đào tạo nhân lực, nâng đỡ những tài năng trẻ, nâng đỡ những sinh viên nghèo, tài trợ các quán ăn sinh viên.
Năm 2001, Giám mục Nguyễn Văn Nho được bầu làm Chủ tịch Ủy ban Giám mục về Thánh Nhạc và Nghệ thuật Thánh nhiệm kỳ 2001 – 2004 trực thuộc Hội đồng Giám mục Việt Nam.
Ngày 18 tháng 5 năm 2003, giám mục Nho hoàn toàn khỏe mạnh, vẫn tham dự các hoạt động thường ngày như dâng lễ, ăn mừng tân chức giáo phận. Ngày hôm sau, ông bị ngất và chiều cùng ngày chuyển gấp vào Bệnh viện Chợ Rẫy, Thành phố Hồ Chí Minh. Ông nhiều lần ngất đi và tỉnh lại, cho đến khuya ngày 21 tháng 5 năm 2003 thì qua đời.
Nghi thức tẩm liệm sau đó được cử hành ngày 22 tháng 5 và rạng sáng 23 tháng 5 rời Thành phố Hồ Chí Minh tiến về Nha Trang. Từ ngày 23 tháng 5, các dòng tu và hội đoàn dâng nhiều lễ cầu nguyện cho cố giám mục. Lễ an táng Giám mục Nguyễn Văn Nho cử hàng vào sáng ngày 27 tháng 5 và mộ phần ông đặt cạnh giám mục Marcello Piquet Lợi, giám mục Tiên khởi giáo phận Nha Trang. Lễ an táng giám mục Nho cử hành bởi 19 giám mục, trên 400 linh mục khắp miền Việt Nam, trên 600 nam nữ tu sĩ các Hội Dòng và Chủng sinh và khoảng 10 ngàn giáo dân. Ngoài ra, còn có mấy trăm điện thư phân ưu và lẵng hoa cùng một số bệnh nhân ngồi trên các xe lăn trong lộ trình đưa đám tang lễ.

## Tông truyền
Giám mục Phêrô Nguyễn Văn Nho được tấn phong giám mục năm 1997, thời Giáo hoàng Gioan Phaolô II, bởi:
- Giám mục Chủ phong: Phaolô Nguyễn Văn Hòa, giám mục chính tòa Nha Trang.
- Hai giám mục Phụ phong: Giám mục Phêrô Nguyễn Văn Nhơn, giám mục chính tòa Giáo phận Đà Lạt và Tôma Nguyễn Văn Trâm, giám mục phụ tá Giáo phận Xuân Lộc.

Giám mục Phêrô Nguyễn Văn Nho là Giám mục Phụ phong cho các giám mục:
- Năm 1999, giám mục Phêrô Nguyễn Soạn, hiện đang là nguyên giám mục chính tòa Giáo phận Qui Nhơn.
- Năm 2003, giám mục Stêphanô Tri Bửu Thiên, hiện đang là giám mục chính tòa Giáo phận Cần Thơ.